# Rhododendron monosematum
Rhododendron monosematum är en ljungväxtart som beskrevs av Hutchinson, Bot. Mag. och T. 8675. 142. Rhododendron monosematum ingår i släktet rododendron, och familjen ljungväxter. Inga underarter finns listade i Catalogue of Life.